# Mørkved

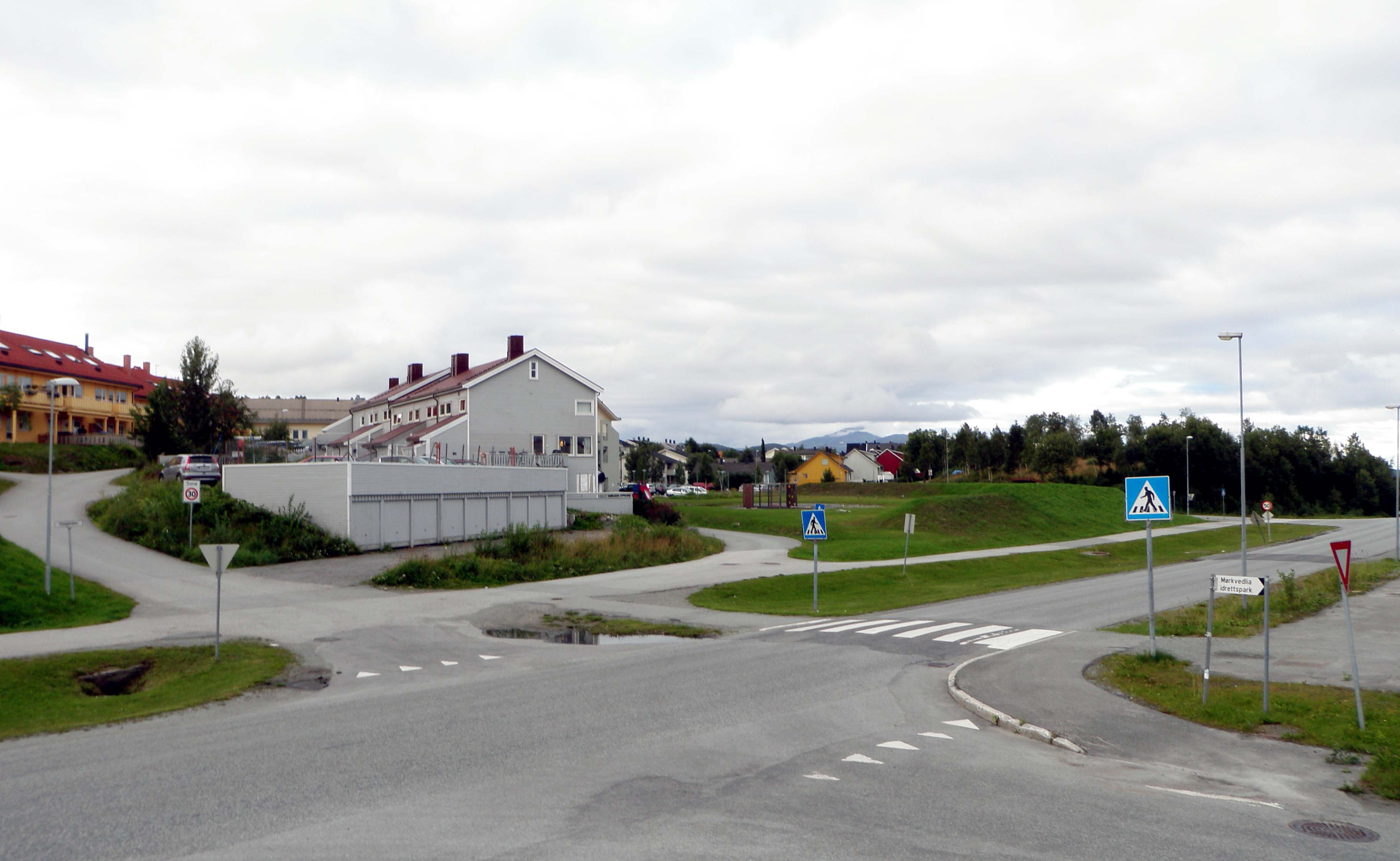
Calle "Mørkvedveien" en Mørkved

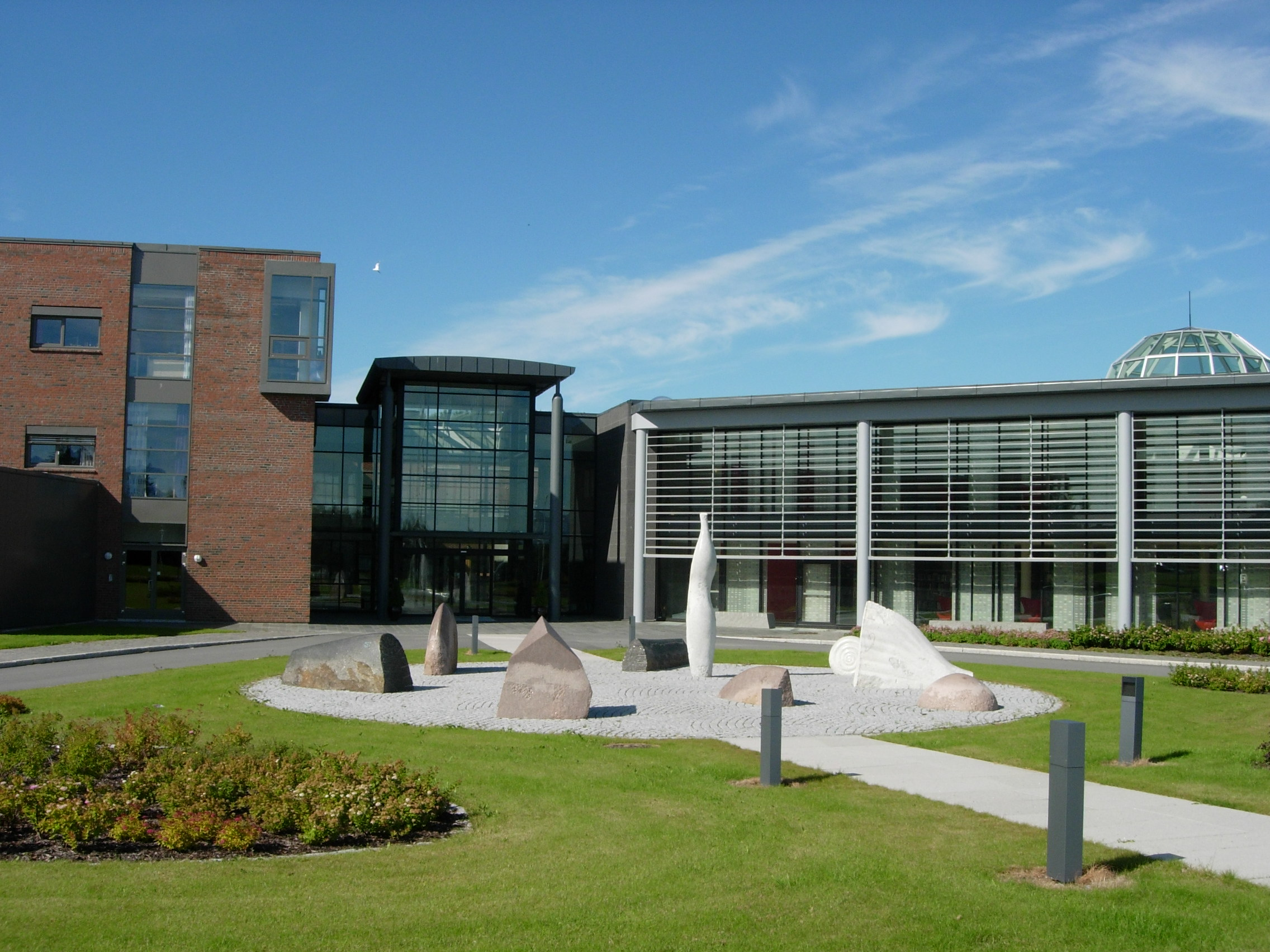
Universidad de Bodø

Mørkved es un barrio de Bodø, Noruega, a unos 10 km al este del centro de la ciudad. Es una zona residencial, pero también es el sitio donde se encuentra la Escuela Secundaria Superior de Bodin, un campus de la Escuela Universitaria de Policía de Noruega y de la Universidad de Bodø. El barrio se sitúa a lo largo de la carretera nacional 80.  La estación de Mørkved en la "línea Nordland" se inauguró en 1987 y fue renovada en 2010.